# Константин (град)
Вижте пояснителната страница за други значения на Константин.
Константин (на арабски: قسنطينة) е град и община в източната част на Северен Алжир. Той е център на област Константин.
Той е третият по големина град в страната с население на градската агломерация около 448 028 души; в общината живеят 448 374 души.
Бил е столица на Царство Нумидия и на едноименната римска провинция под името Цирта. През 313 г. император Константин Велики я нарича в своя чест Константина (на гръцки Κωνσταντίνη).
- Общ изглед
- Друг изглед
- Дворецът на бея